# Zuid-Afrikaanse boomhop
De Zuid-Afrikaanse boomhop (Rhinopomastus cyanomelas) is een vogel uit de familie Phoeniculidae (boomhoppen).

## Verspreiding en leefgebied
Deze soort komt voor in zuidelijk en zuidoostelijk Afrika en telt twee ondersoorten:
- R. c. schalowi: van zuidelijk Somalië tot Zambia, oostelijk Zuid-Afrika en Mozambique.
- R. c. cyanomelas: zuidwestelijk Angola, Namibië, Botswana en het noordelijke deel van Centraal-Zuid-Afrika.

## Status
De grootte van de populatie is niet gekwantificeerd maar de soort wordt omschreven als plaatselijk algemeen en wijdverspreid. Op de Rode lijst van de IUCN heeft deze soort de status niet bedreigd.